# Thereva robusta
Thereva robusta är en tvåvingeart som beskrevs av Krober 1912. Thereva robusta ingår i släktet Thereva och familjen stilettflugor. Inga underarter finns listade i Catalogue of Life.